# Epectaptera
Epectaptera is een geslacht van vlinders van de familie spinneruilen (Erebidae), uit de onderfamilie Arctiinae.

## Soorten
- E. discalis Schaus, 1905
- E. discosticta Hampson, 1898
- E. innotata Dognin, 1899
- E. laudabilis Druce, 1896
- E. metochria Dognin, 1912
- E. miniata Rothschild
- E. umbrescens Schaus, 1905